# Justiția viitorului
Justiția viitorului (titlu original: The Running Man) este un film american SF de acțiune din 1987 regizat de Paul Michael Glaser. Rolurile principale au fost interpretate de actorii Arnold Schwarzenegger, Maria Conchita Alonso, Jesse Ventura, Jim Brown și Richard Dawson. Regizorul Andrew Davis  a fost concediat la o săptămână de la începutul filmărilor și a fost înlocuit cu Glaser. Schwarzenegger a declarat că acest lucru a fost o "decizie teribilă" deoarece Glaser a "regizat filmul ca și cum ar fi fost o emisiune de televiziune, pierzându-se astfel temele mai profunde." Schwarzenegger consideră că acest lucru a scăzut mult valoarea artistică a filmului. Paula Abdul este menționată ca fiind cea care s-a ocupat de coregrafia trupei de dans.
Filmul are loc într-o Americă distopică, undeva între anii 2017 și 2019 și prezintă o emisiune TV denumită The Running Man, în care condamnați penal denumiți "fugitivi" trebuie să scape cu viață din mâinile unor ucigași profesioniști bine înarmați.

## Prezentare
Povestea filmului are loc în 2017: un polițist este arestat pentru că nu a îndeplinit ordinele de a trage în oameni nevinovați care protestau de foame. După ce iese din închisoare, este remarcat de producătorii unei emisiuni de televiziune care îl angajează (împotriva voinței sale) pentru a participa la acest serial TV în care fiecare concurent trebuie să scape de ucigașii profesioniști care-l urmăresc.

## Distribuție
- Arnold Schwarzenegger ca Ben Richards, fost pilot de poliție.
- María Conchita Alonso ca Amber Mendez, un compozitor al ICS, rețeaua care transmite emisiunea The Running Man.
- Richard Dawson ca Damon Killian, gazda emisiunii The Running Man.
- Yaphet Kotto ca William Laughlin, un membru al rezistenței care se aliază cu Richards.
- Marvin J. McIntyre ca Harold Weiss, un membru al rezistenței care se aliază cu Richards.
- Mick Fleetwood ca Mic, liderul secret al rezistenței.
- Profesor Toru Tanaka ca Profesor Subzero, un vânător (stalker) care folosește o crosă de hochei capabilă să taie oțelul, pucuri explozive și care are o zonă de teren de hochei special echipată pentru el
- Gus Rethwisch ca Eddie "Buzzsaw" Vatowski, un vânător (stalker) care folosește o drujbă specială și o motocicletă.
- Jesse Ventura este Căpitanul Freedom, un vânător (stalker) și de zece  ori câștigător al competiției The Running Man.
- Jim Brown ca Fireball, un vânător care este înarmat cu un aruncător de flăcări și cu un jetpack (propulsor individual cu rachetă).
- Erland Van Lidth De Jeude ca Dynamo, un vânător-cântăreț de operă care conduce un cărucior și poartă un costum care îi permite să tragă cu arcuri de electricitate.
- Dweezil Zappa ca Stevie, unul dintre oamenii lui Mic.
- Kurt Fuller ca Tony, un agent care caută talente pentru The Running Man.
- Rodger Bumpass ca Phil, crainicul emisiunii The Running Man.
- Sven-Ole Thorsen ca Sven, șeful securității, angajatul lui Killian.

## Diferențe față de roman
Stephen King, care-l descrisese pe protagonist ca „sfrijit” și „pre-tuberculos”, a declarat că Richards (din carte) este „...cât se poate de diferit de personajul interpretat de Arnold Schwarzenegger în film”.

## Primire
Deși majoritatea criticilor a lăudat prestația lui Richard Dawson în rolul lui Killian, opinia generală a criticii a fost amestecată. Pe site-ul Rotten Tomatoes, filmul a obținut un scor de 5,5 din 10 pe baza recenziilor făcute de 33 de critici.